# Christovizetes prasadi
Christovizetes prasadi är en kvalsterart som beskrevs av Sandór Mahunka 1995. Christovizetes prasadi ingår i släktet Christovizetes och familjen Microzetidae. Inga underarter finns listade i Catalogue of Life.